# شور عاشقی
شور عاشقی فیلمی به کارگردانی و نویسندگی داریوش یاری محصول سال ۱۴۰۲ است. این اثر سومین ساخته سینمایی داریوش یاری است. این فیلم در چهل و دومین جشنواره فیلم فجر حضور اکران خواهد شد.

## داستان فیلم
فیلم شور عاشقی دربارهٔ کاروان اسرای کربلا است که از کوفه تا شام حرکت می‌کنند و سلما (شهره موسوی) زنی است که مأمور می‌شود رسانه کاروان اسرای کربلا و زینب باشد و با آگاهی دادن آدمهایی که توسط شمر (پیام احمدی‌نیا) و مأموران فریب خورده‌اند را روشن کند. در حقیقت این زن کارِ آگاهی سازی را انجام می‌دهد تا نگذارد جای جلاد و شهید عوض شود و حقیقت بارِ دیگر گم شود. او که پرچم یا امام حسین را بلند کرده و در پیشاپیش کاروان حضرت زینب (س) حرکت می‌کند خودش نیز یکی از یاران کربلا می‌شود.

## نقدها و بررسی‌ها
نقد و بررسی فوری فیلم شور عاشقی؛

نکته: این نقد و نوشته‌ها، نظر کوتاه ولی دست‌اولِ منتقدان و نویسندگان سینمایی است؛ شاید بعدها همه چیز تغییر کند.

احسان ناظم بکایی:

تنها فیلم جشنواره که دربارهٔ تاریخ اسلام بود بار دیگر نشان داد کار در این حوزه، کاربلدی می‌خواهد. کار در این حوزه چه فیلمسازی مانند احمدرضا درویش و مجید مجیدی باشید، کار آسانی نخواهد بود و چه پیش از این مانند داریوش یاری، مستند تاریخی کربلا، جغرافیای یک تاریخ را در کارنامه داشته باشید، اثری ماندگار نخواهد شد. شور عاشقی اگرچه کوشیده در فضای بکر کویری خور و بیابانک و بدون هیچ دکوری، فضایی بدوی را برای مخاطب بسازد اما رمز موفقیت ساختن فیلم تاریخی، تنها این نیست. باید کار دراماتیزه شود و از دل آن قصه بیرون بیاید. سلما در این فیلم عملاً راوی بود و یاری بار روایتگری را به دوش او انداخته بود تا با کلمات پرطمطراق، حرکت کاروان امام حسین (ع) را با ادبیاتی ثقیل بیان کند.

انگار یاری یادش رفته بود که این بار دیگر مستند نمی‌سازد و دارد فیلم می‌سازد. از آن عجیب‌تر، ادبیات شخصیت هاست. شمر نیز مانند سلما ادیبانه در باب شکستن آینه‌ها و آینه‌وار بودن حسین و یارانش حرف می‌زند و بادیه‌نشینان نیز اینگونه‌اند. در مقابل چنین ادبیاتی که حتی زیرنویس انگلیسی فیلم در بعضی مواقع از ترجمه آن قاصر است، ناگهان ادبیات امروزی می‌شود و سلما، همسرش را «عبدالرحمن‌ام!» صدا می‌زند. در تمام فیلم فقط از سلما می‌شنویم که زینب، چنین و چنان است اما این تعاریف هیچ نشانه بیرونی ندارد و نمی‌بینیم او یا بقیه کاری کنند. کاروان اسرا توده‌ای از زنان و کودکانی هستند که ساکت و خاموش، بی‌هیچ کنش و واکنشی تنها شلاق می‌خورند و راه می‌روند و شب‌ها هم سلما بر سر و رویشان، دست محبت می‌کشد.

هیچ رخدادی بین شخصیت‌های کاروان و پیرامون‌شان رخ نمی‌دهد تا معلوم شود آن‌ها پیامبران عاشورایند. کاروانیان در خلسه و خلأیی پیش می‌روند و چند نفر از سپاهیان هم مدام و بی‌منطق آن‌ها را شلاق می‌زنند. فضایی که به شبیه‌گردانی در ایام محرم و صفر در شهرهای مختلف کشورمان شبیه است. از سویی مسیر کاروان اسرا در کنار رود فرات مشخص است و منابع تاریخی برخورد هر منطقه با کاروانیان را ثبت کرده‌اند اما در این فیلم، نام هیچ شهری را نمی‌شنویم و معلوم نیست از کجا به کجا می‌روند. تنها در پایان فیلم به ماجرای راهب نصرانی برمی‌خوریم که آن هم قصه مشخصی دارد و حوالی حلب بوده.

علاوه بر این، بخش زیادی از جغرافیای مسیر هم در واقع و تاریخ، بیابانی نیست. کاروان اسرا که ۱۵ محرم ۶۱ ه‍.ق کوفه را ترک کرده بعد از حدود ۱۵ روز طی مسیری تقریباً هزار و چهارصد کیلومتری در خط مرزی عراق و سوریه و ترکیه امروزی که کوهستانی و کردنشین است، در اول صفر به دمشق می‌رسد و این زمان مصادف است با حوالی ماه آبان سال ۵۹ ه‍.ش که هوا رو به سردی می‌رود. آیا چنین وضعی در فیلم دیده می‌شود؟ شورعاشقی بدون چفت و بست داستانی و تاریخی با نزدیک شدن بیش از حد به موقعیت تراژیک اسرای کاروان عاشورا، تاثیرگذاری‌اش را از دست داده است.
- ۳ نکته از فیلم:
  - کاش داوود میرباقری تکثیر می‌شد
  - فاصله خود را با واقعه حفظ کنید
  - باردار شدن سلما در میان کاروان اسرا؟ تشویق فرزندآوری تا این حد!؟

علی نعیمی:

شور عاشقی دغدغه و حرف مهمی دارد. برش مهمی از تاریخ کربلا را می‌خواهد روایت کند و تلاش فیلمساز برای الگوبرداری از فیلمنامه روز واقعه بهرام بیضایی و زاویه سوم شخص برای نشان دادن مصائب اهل بیت پیامبر نشان از هوشمندی فیلمساز دارد. اما همه این دغدغه‌ها و هوشمندی‌ها در روایت نتوانست آنطور که باید در تصویر خودش را نشان دهد و فیلم در حد و اندازه آثار تلویزیونی مناسبتی باقی می‌ماند. برای تماشاگری که با صحنه‌های خیره‌کننده و تأثیرگذار داوود میرباقری در مختارنامه جلوه دیگری از خاندان اهل بیت (س) در کربلا را درک کرده است ساخت هر اثری بعد از آن نیازمند چیزی فراتر از دغدغه شخصی است که داریوش یاری در آن توفیقی نداشته و خروجی کار را دلچسب نکرده است.
- ۳ نکته از فیلم:
  - فیلم هیچ نکته قابل عرضی ندارد!

سعیده نیک‌اختر:

درست قبل از دیدن فیلم به این فکر می‌کردم که ایکاش داستان اسرای کربلا به تصویر کشیده شود که حقیقتاً با شروع فیلم خیلی هم خوشحال شدم. اما خوشحالی خیلی طول نکشید. هرچند ایده بکر و زیباست، متن کم‌جان و اجرای ضعیف آن را از بین برده است. اول اینکه نریشن بار زیادی از روایت را به دوش کشیده و هر آنچه نتوانسته در بازی و دیالوگ جاری شود، از زبان سلما قهرمان داستان بازگو شده است. دوم اینکه مگر کاروان اسرا، خانه خاله است که قهرمان هروقت دلش خواست از کاروان جدا شده و هروقت دلش خواست به آن اضافه شود؟

مگر سربازان شمر و یزید که این همه از قساوت‌شان خواندیم و شنیدیم، آمار اسرا را نداشتند یا آن‌ها را به حال خودشان رها کرده بودند؟ سلما قهرمان داستان دائم دررفت‌وآمد بود و بعد از سرکشی به روستاها و آبادی‌ها دوباره به جوار حضرت زینب (ع) بازمی‌گشت. حالا گیریم که آشنا داشته یا سربازها را دور می‌زده، اما میان صحرا و با این همه مصیبت و اندوه پیش‌آمده کی فرصت کرد که با همسرش خلوت کند و باردار شود؟ این قسمتش کاملاً از فیلم‌های اجتماعی ایرانی نمونه‌برداری شده بود! سوم اینکه آقای فیلمساز اینقدر با المان‌های تصویری صحرای کربلا، جولان نده. حقیقتاً چقدر خوب شد که شهرام اسدی (و البته بهرام بیضایی) در یک نمای بسیار کوتاه چندثانیه‌ای در روز واقعه، آن هم میان غبار و دود، تصویری از چند سر بریده از یاران امام حسین (ع) نشان‌مان داد که چقدر هم تأثیرگذار بود. شما خواهشا دیگر قضیه را به تکرار نیانداز طوری که از قداست ماجرای سرهای بریده بر نیزه کاسته شود. مگر سرهای بریده ملعبه است که مدام جلوی دوربین آن را مثل پرچم به نمایش می‌گذاری؟! گیریم که تاریخ همین‌طور گفته شما که نباید روضه مکشوف بخوانی.